# Hans Tietze
Hans Karl Tietze (geboren 1. März 1880 in Prag, Österreich-Ungarn; gestorben 11. April 1954 in New York) war ein österreichisch-US-amerikanischer Kunsthistoriker.

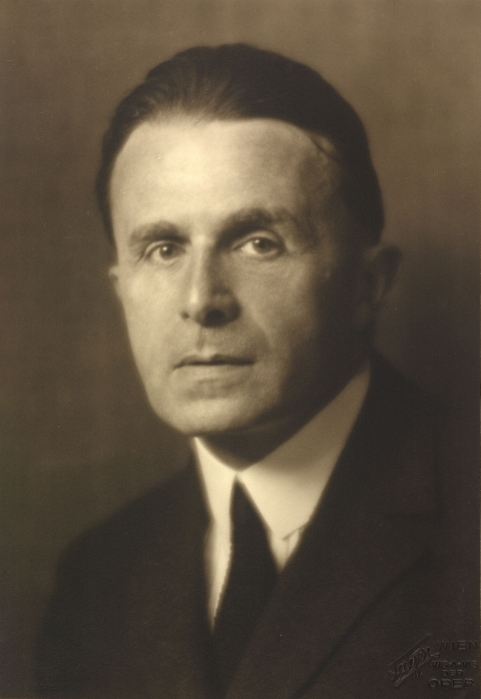
Aufnahme von Georg Fayer (1927)

## Leben
Hans Tietze stammte aus einer assimilierten jüdischen Familie, die 1894 von Prag nach Wien übersiedelte und zum Protestantismus konvertierte. Er studierte Kunstgeschichte an der Universität Wien bei Franz Wickhoff und Alois Riegl und wurde 1903 mit einer Dissertation über Die Entwicklung des typologischen Bilderkreises des Mittelalters promoviert. 1905 heiratete er seine Kommilitonin Erica Conrat. Sie hatten zwei Töchter, Walburg Rusch (Graphikerin, 1915–2011) und Veronica (1918–1927), sowie die Söhne Christopher Tietze (Mediziner, 1908–1984) und Andreas Tietze (Turkologe, 1914–2003), die wie sie emigrieren mussten.
Nach zweijährigem Aufenthalt in Rom trat Tietze 1906 in die Zentralkommission für Denkmalpflege – das heutige Bundesdenkmalamt – ein und wurde dort von Max Dvořák mit der Bearbeitung der Österreichischen Kunsttopographie betraut. 1908 habilitierte er sich an der Universität mit einer Studie über Annibale Carraccis Galerie im Palazzo Farnese und seine römische Werkstätte und wurde 1909 Privatdozent, 1919 Extraordinarius. Im selben Jahr wurde er als Ministerialreferent für Museen und Denkmalpflege an das Unterrichtsministerium berufen, wo er bis 1925 wirkte. In der Zwischenkriegszeit betätigte sich Tietze, der sozialdemokratischen Stadtverwaltung des „roten Wien“ nahestehend, als Kunstkritiker und engagierter Förderer der zeitgenössischen Kunst. Seit Errichtung der austrofaschistischen Diktatur 1933 hielt er sich häufig im Ausland, vor allem in Amerika auf; 1938 emigrierte er mit seiner Frau endgültig in die USA, war aber letztlich von dortigen kulturellen Defiziten enttäuscht, da seine weitere wissenschaftliche Arbeit der früheren öffentlichen Wirksamkeit entbehrte.

## Wirken
Hans Tietze war in seiner wissenschaftlichen Tätigkeit ungemein vielseitig und leistete in praktisch allen Sparten des kunsthistorischen Spektrums Hervorragendes.
Als Schüler von Franz Wickhoff und Alois Riegl war Tietze zunächst vom stilkritischen und formanalytischen Denken der Wiener Schule der Kunstgeschichte geprägt, das er 1913 im Kompendium Die Methode der Kunstgeschichte zusammenfasste. In weiterer Folge schloss er sich jedoch seinem älteren Freund Max Dvořák auf dem Weg zu einer stärker inhaltsbezogenen, „geisteswissenschaftlichen“ Kunstgeschichte an, von der insbesondere seine extensive Auseinandersetzung mit dem zeitgenössischen Expressionismus getragen wird.
Als Denkmalpfleger bewältigte Tietze, von seiner Frau tatkräftig unterstützt, die monumentale Aufgabe der Erstellung der Österreichischen Kunsttopographie. Nicht hoch genug einzuschätzen ist aber auch sein Einsatz – gemeinsam mit Max Dvořák – zur Erhaltung des österreichischen Kunstbesitzes gegen die Reparationsansprüche der Siegerstaaten nach Ende des Ersten Weltkrieges.
Als Ministerialbeamter entwarf Tietze ein umfassendes Konzept zur Reorganisation der Wiener Museen, das zwar nur teilweise verwirklicht wurde, in seinen Grundgedanken aber bis heute Gültigkeit hat.
Die historische Dimension der Kunstgeschichte war für Tietze nicht von einem sensiblen Gegenwartsbewusstsein zu trennen, und er verkörperte selbst in höchstem Maß eine von ihm propagierte „lebendige Kunstwissenschaft“. In zahllosen publizistischen und organisatorischen Aktivitäten war er bemüht, das zeitgenössische Kunstschaffen der Öffentlichkeit näherzubringen und eine Vermittlerrolle zwischen Künstlern und Publikum zum beidseitigen Nutzen auszuüben. Mit vielen bedeutenden Künstlern verband das Ehepaar Tietze eine enge Freundschaft. Oskar Kokoschka malte 1909 das heute im Museum of Modern Art in New York befindliche Doppelbildnis. Der Bildhauer Georg Ehrlich schuf zwei Bronzebüsten von Hans und Erica Tietze (heute in der Österreichischen Galerie Belvedere in Wien).
Neben all seinen anderen Aktivitäten hielt Hans Tietze regelmäßig Vorlesungen und Übungen an der Universität Wien. Im amerikanischen Exil übte er lediglich 1938/39 eine Gastprofessur an der University of Toledo aus und wurde erst kurz vor seinem Tod für ein Semester an die Columbia University berufen.
Aus seinen Forschungsthemen seien Albrecht Dürer, die venezianische Kunst des 15. und 16. Jahrhunderts und die österreichische Barockmalerei hervorgehoben. Er verfasste aber auch grundlegende Werke über die Kulturgeschichte Wiens. Von 1921 bis 1925 gab er im Leipziger E. A. Seemann Verlag die 85 Titel umfassende Reihe Bibliothek der Kunstgeschichte heraus, in der er auch mit mehreren eigenen Arbeiten vertreten war.

## Würdigung
Im Jahr 1965 wurde in Wien-Donaustadt (22. Bezirk) die Tietzestraße nach ihm benannt.
Im Herbst 2004 wurde in Wien eine Internationale Hans Tietze und Erica Tietze-Conrat Gesellschaft gegründet, welche sich die Pflege des Gesamtwerkes des Kunsthistoriker-Ehepaares zur Aufgabe gemacht hat. Anlässlich des 125. Geburtstages von Hans Tietze wurde an seinem ehemaligen Wohnhaus in 1190 Wien, Armbrustergasse 20 eine Gedenktafel enthüllt.
2024 wurde ein Tor am Universitätscampus der Universität Wien nach dem Ehepaar benannt.

## Veröffentlichungen (Auswahl)
- Die illuminierten Handschriften in Salzburg. Leipzig 1905.
- Die Denkmale des Benediktinerstiftes St. Peter in Salzburg. Wien 1913.
- Die Methode der Kunstgeschichte. Leipzig 1913.
- Die Entführung von Wiener Kunstwerken nach Italien. Eine Darlegung unseres Rechtsstandpunktes, mit einem offenen Brief an die italienischen Fachgenossen von Max Dvořák. Wien 1919.
- Deutsche Graphik der Gegenwart. Verlag E. A. Seemann, Leipzig 1922 (Bibliothek der Kunstgeschichte 37)
- Domenico Martinelli und seine Tätigkeit in Österreich. Wien 1922.
- Die Zukunft der Wiener Museen. Wien 1923.
- Geisteswissenschaftliche Kunstgeschichte. In: Johannes Jahn (Hrsg.): Die Kunstwissenschaft der Gegenwart in Selbstdarstellungen. Leipzig 1924, S. 183–198.
- Lebendige Kunstwissenschaft. Zur Krise der Kunst und Kunstgeschichte. Wien 1925.
- Kritisches Verzeichnis der Werke Albrecht Dürers. 1. Augsburg 1928.
- Die Kunst in unserer Zeit. Wien 1930.
- Gerhart Frankl. Wien 1930.
- Wien. Kultur – Kunst – Geschichte. Wien/Leipzig 1931.
- Die Juden Wiens. Geschichte – Wirtschaft – Kultur. Wien/Leipzig 1933.
- Tizian. Leben und Werk. Wien 1936.
- Kritisches Verzeichnis der Werke Albrecht Dürers. 2. Basel/Leipzig 1937/1938.
- The Drawings of the Venetian Painters in the 15th and 16th Centuries. New York 1944 (gemeinschaftlich mit E. Tietze-Conrat).
- Tintoretto. The Paintings and Drawings. Phaidon, London 1948.
  - deutscher Text: Tintoretto. Gemälde und Zeichnungen. Phaidon, London 1948.
- Dürer als Zeichner und Aquarellist. Wien 1951.